# Marquard Freher

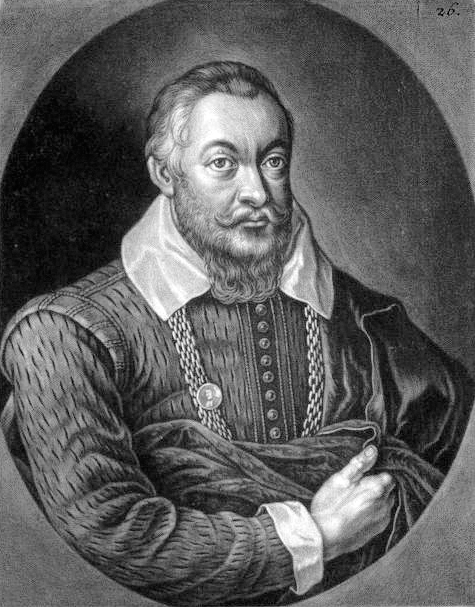
Retrato por Johann Jakob Haid

Marquard Freher (Augsburgo, 26 de julio de 1565 - Heidelberg, 13 de mayo de 1614) fue un jurista, historiador, escritor, diplomático y estadista alemán.

## Obra
- Origines Palatinae: In quibus praeter gentis & dignitatis Palatinae primordia, tum Haidelbergae & vicini tractus antiquitatem, multa scitu digna, quà ad universam Germaniam, quà ipsum Imperium Rom. (Heidelberg 1599)

- Germanicarum rerum scriptores aliquot insignes (Frankfurt und Hanau 1600–1611, 3 vols. nueva ed. de G. B. Struve, Estraburgo 1717, 3 vols.)

- Rerum bohemicarum scriptores aliquot antiqui (Hanau 1602)

- Rerum moscovitarum autores aliquot (Hanau 1600)

- Corpus francicae historiae veteris (Hanau 1613; nueva ed. de Köhler, Altdorf 1720)

- Directorium in omnes fere chronologos romano-germanici imperii (nueva ed. de Köhler, Altdorf 1729). Er gab auch Johannes Leunclavius' Werke heraus (Frankfurt 1596, 2 vols.)

- De Lupoduno Antiquissimo Alemaniae Oppido Commentariolus. Lateinisch/deutsch = Die erste Beschreibung des alten Ladenburg von 1618 / Marquard Freher. Übertr. und erl. von Hermann Wiegand. Ed. vom Kreisarchiv und dem Referat für Öffentlichkeitsarbeit in Verbindung mit dem Stadtarchiv Ladenburg. Rhein-Neckar-Kreis, Heidelberg. 1998. ISBN 3-932102-02-9

- Con Johannes Trithemius: Opera historica: P. 1/2. Unveränd. Nachdr. der Ausgabe Frankfurt, Claudius, 1601. Frankfurt/M.: Minerva-Verlag 1966. ISBN 3-86598-190-9

## Literatura
- Brigitte Schwan: Das juristische Schaffen Marquard Frehers (1565 - 1614). Speyer: Pfälz. Ges. zur Förderung d. Wiss., 1984.
- Wilhelm Kühlmann (ed.) Die deutschen Humanisten. Abt. 1, Die Kurpfalz. vol. 1,1. Marquard Freher. Ed. de bearb. von Wilhelm Kühlmann. Turnhout: Brepols, 2005. ISBN 2-503-52017-0

- Rudolf Hoke: Freher, Marquardt (1565-1614). In: Albrecht Cordes, Heiner Lück, Dieter Werkmüller, Ruth Schmidt-Wiegand (eds.) Handwörterbuch zur deutschen Rechtsgeschichte, 2., völlig überarbeitete und erweiterte Auflage, vol. I, Erich Schmidt Verlag, Berlin 2008, pp. 1714–1715